# Pedro Sánchez de Castro
Pour les articles homonymes, voir Sánchez et Pedro Sánchez (homonymie).
Pedro Sánchez de Castro (Séville 1454 - Séville 1484) est un compositeur et peintre gothique espagnol.